# Joseph Ducaud
Joseph Ducaud, né le 4 septembre 1877 à Labarrère (Gers) et mort le 26 février 1971 à Montréal-du-Gers (Gers), est un homme politique français.
Docteur en droit, il gère ses propriétés. Maire de Montréal-du-Gers en 1908, conseiller général en 1912, il est député du Gers de 1919 à 1924, siégeant sur les bancs radicaux.

## Sources
- « Joseph Ducaud », dans le Dictionnaire des parlementaires français (1889-1940), sous la direction de Jean Jolly, PUF, 1960 [détail de l’édition]